# Goitzsche und Paupitzscher See
Goitzsche und Paupitzscher See este o arie protejată (arie de protecție specială avifaunistică — SPA) din Germania întinsă pe o suprafață de 1.324 ha, integral pe uscat.

## Localizare
Centrul sitului Goitzsche und Paupitzscher See este situat la coordonatele 51°34′25″N 12°21′36″E / 51.5736°N 12.36°E.

## Înființare
Situl Goitzsche und Paupitzscher See a fost declarat arie de protecție specială avifaunistică în noiembrie 2006 pentru a proteja 59 de specii de animale.

## Biodiversitate
Situată în ecoregiunea continentală, aria protejată nu include niciun habitat protejat.
La baza desemnării sitului se află mai multe specii protejate de  păsări (59): fluierar de munte (Actitis hypoleucos), pescăruș albastru (Alcedo atthis), rață sulițar (Anas acuta), rață lingurar (Anas clypeata), rață mică (Anas crecca crecca), rață fluierătoare (Anas penelope), Anas platyrhynchos platyrhynchos, rață cârâitoare (Anas querquedula), Anas strepera strepera, Anser albifrons albifrons, gâscă de semănătură (Anser fabalis), fâsă-de-câmp (Anthus campestris), Ardea cinerea cinerea, rață-cu-cap-castaniu (Aythya ferina), rața moțată (Aythya fuligula), buhai de baltă (Botaurus stellaris stellaris), Bucephala clangula, fugaci de țărm (Calidris alpina), caprimulg (Caprimulgus europaeus), chirighiță neagră (Chlidonias niger), barză albă (Ciconia ciconia ciconia), erete de stuf (Circus aeruginosus), lebădă de iarnă (Cygnus cygnus), lebădă de vară (Cygnus olor), ciocănitoare neagră (Dryocopus martius), egretă albă (Egretta alba), presură sură (Emberiza calandra), șoimul rândunelelor (Falco subbuteo), Fulica atra atra, becațină comună (Gallinago gallinago), Gavia arctica arctica, cufundar mic (Gavia stellata), codalb (Haliaeetus albicilla), capîntortură (Jynx torquilla), sfrâncioc roșiatic (Lanius collurio), sfrâncioc mare (Lanius excubitor excubitor), Larus argentatus, pescăruș argintiu (Larus cachinnans), pescăruș sur (Larus canus), pescăruș mic (Larus minutus), pescăruș râzător (Larus ridibundus), ciocârlie de pădure (Lullula arborea), Melanitta fusca fusca, ferestraș mic (Mergus albellus), Mergus merganser merganser, gaia neagră (Milvus migrans), gaia roșie (Milvus milvus), rață cu ciuf (Netta rufina), pietrar sur (Oenanthe oenanthe), viespar (Pernis apivorus), cormoran mare (Phalacrocorax carbo carbo), bătăuș (Philomachus pugnax), ciocănitoare verzuie (Picus canus), Podiceps auritus auritus, Podiceps cristatus cristatus, Podiceps grisegena grisegena, mărăcinar (Saxicola rubetra), Tachybaptus ruficollis ruficollis, nagâț (Vanellus vanellus).